# 托马什·马德
托马什·马德（捷克語：Tomáš Máder，1974年4月18日—），捷克男子皮划艇运动员。他曾代表捷克参加2000年和2004年夏季奥林匹克运动会皮划艇比赛，其中2000年奥运会获得一枚铜牌。